# Alvin McDonald
Pour les articles homonymes, voir McDonald.
Alvin Brian McDonald, dit Ab McDonald (né le 18 février 1936 à Winnipeg dans le Manitoba au Canada et mort le 4 septembre 2018 dans la même ville), est un joueur professionnel canadien de hockey sur glace. Il évolue en tant qu'ailier gauche et a joué plus de 800 parties avec six clubs différents dans une carrière qui a commencé à la fin des années 1950 et qui s’est terminée au début des années 1970.

## Carrière
Natif de Winnipeg, il fait ses débuts dans la Manitoba Junior Hockey League avec les Canadiens de Saint-Boniface, avant de rejoindre les Teepees de Saint Catharines dans l'Association de hockey de l'Ontario (aujourd'hui Ligue de hockey de l'Ontario) en 1954.  Après avoir combiné 82 buts pendant ses deux années avec les Teepees, McDonald joue pendant deux années dans la Ligue américaine de hockey (LAH) avec les Americans de Rochester avant de signer pour les Canadiens de Montréal au cours des séries éliminatoires de la Coupe Stanley après la saison 1957-1958. Il participe ainsi aux deux derniers matchs de son équipe lors de la finale et remporte sa première Coupe Stanley.
Au cours de la saison suivante, il marque 13 buts comme recrue, alors qu’il joue aux côtés de Ralph Backstrom et de Met Marshall. Il n'est malgré tout pas populaire auprès des supporters du Forum de Montréal qui pensent qu’il n’est pas aussi bon que l’homme qu’il remplace, Bert Olmstead.
En juin 1960, il quitte la franchise en 1961 pour rejoindre les Black Hawks de Chicago et aide l'équipe à gagner sa première Coupe Stanley en 23 ans. Il joue sur la « Scooter Line » avec Ken Wharram et Stan Mikita. Il compte deux saisons de 20 buts. En 1964, il rejoint les Bruins de Boston pour une saison avant de signer avec les Red Wings de Détroit. Il aide ses derniers à atteindre la finale de la Coupe Stanley à la fin de la saison 1965-1966.
Au cours de la saison 1966-1967, il rejoint les Hornets de Pittsburgh de la LAH puis en juin 1967, les Penguins de Pittsburgh dans le repêchage d’expansion réclament le vétéran. Il en devient leur premier capitaine. Aux côtés de Andy Bathgate et Val Fonteyne, il inscrit 22 buts avant d'être échangé pendant l'entre-saison aux Blues de Saint-Louis contre Lou Angotti.
McDonald passe deux ans dans le Missouri, aidant les Blues à atteindre la finale de la Coupe Stanley à deux reprises et obtient un sommet personnel de 25 buts en 1969-1970. Il participe aussi au Match des étoiles de la LNH en 1969 et 1970.
Le vétéran ailier revêt pour quelques matchs l'uniforme des Red Wings de Détroit en 1971-1972, pour ensuite jouer deux ans dans l'Association mondiale de hockey avec les Jets de Winnipeg, de sa ville natale. En 1972-1973, il est crédité du premier but de saison régulière dans l’histoire de la franchise. En 1973, McDonald a eu une part importante dans la conquête pour le champion de la ligue. En 1973-1974, il prend sa retraite, après avoir marqué 12 buts pour les Jets.
McDonald meurt d'un cancer le 4 septembre 2018.

### Trophées et honneurs personnels
Il est sélectionné pour le Match des étoiles de la Ligue nationale de hockey en 1958, 1959, et 1961. En effet, il était à chaque fois sélectionné en tant que joueur de l'équipe championne de la Coupe Stanley (Les deux premières fois avec le Canadien. Cependant, il fut échangé après la conquête de 1960 et il a remporté sa quatrième et dernière coupe avec les Black Hawks en 1961.).
En 1969 et 1970, il est encore sélectionné pour jouer dans le Match des étoiles.

## Statistiques
| Saison     | Équipe                    | Ligue      |     | Saison régulière | Saison régulière | Saison régulière | Saison régulière | Saison régulière |    | Séries éliminatoires | Séries éliminatoires | Séries éliminatoires | Séries éliminatoires | Séries éliminatoires |
| Saison     | Équipe                    | Ligue      | PJ  | B                | A                | Pts              | Pun              | PJ               | B  | A                    | Pts                  | Pun                  |                      |                      |
| 1954-1955  | Teepees de St. Catharines | AHO        | 49  | 33               | 37               | 70               | 0                |                  |    |                      |                      |                      |                      |                      |
| 1956-1957  | Americans de Rochester    | LAH        | 64  | 21               | 31               | 52               | 8                | 9                | 3  | 1                    | 4                    | 0                    |                      |                      |
| 1957-1958  | Americans de Rochester    | LAH        | 70  | 30               | 33               | 63               | 18               |                  |    |                      |                      |                      |                      |                      |
| 1957-1958  | Canadiens de Montréal     | LNH        |     |                  |                  |                  |                  | 2                | 0  | 0                    | 0                    | 2                    |                      |                      |
| 1958-1959  | Canadiens de Montréal     | LNH        | 69  | 13               | 23               | 36               | 35               | 11               | 1  | 1                    | 2                    | 6                    |                      |                      |
| 1959-1960  | Canadiens de Montréal     | LNH        | 68  | 9                | 13               | 22               | 26               |                  |    |                      |                      |                      |                      |                      |
| 1960-1961  | Black Hawks de Chicago    | LNH        | 61  | 17               | 16               | 33               | 22               | 8                | 2  | 2                    | 4                    | 0                    |                      |                      |
| 1961-1962  | Black Hawks de Chicago    | LNH        | 65  | 22               | 18               | 40               | 8                | 12               | 6  | 6                    | 12                   | 0                    |                      |                      |
| 1962-1963  | Black Hawks de Chicago    | LNH        | 69  | 20               | 41               | 61               | 12               | 6                | 2  | 3                    | 5                    | 9                    |                      |                      |
| 1963-1964  | Black Hawks de Chicago    | LNH        | 70  | 14               | 32               | 46               | 19               | 7                | 2  | 2                    | 4                    | 0                    |                      |                      |
| 1964-1965  | Reds de Providence        | LAH        | 6   | 2                | 1                | 3                | 2                |                  |    |                      |                      |                      |                      |                      |
| 1964-1965  | Bruins de Boston          | LNH        | 60  | 9                | 9                | 18               | 6                |                  |    |                      |                      |                      |                      |                      |
| 1965-1966  | Red Wings de Détroit      | LNH        | 43  | 6                | 16               | 22               | 6                | 10               | 1  | 4                    | 5                    | 2                    |                      |                      |
| 1965-1966  | Wings de Memphis          | CPHL       | 20  | 9                | 6                | 15               | 4                |                  |    |                      |                      |                      |                      |                      |
| 1966-1967  | Hornets de Pittsburgh     | LAH        | 61  | 25               | 31               | 56               | 22               | 9                | 5  | 2                    | 7                    | 4                    |                      |                      |
| 1966-1967  | Red Wings de Détroit      | LNH        | 12  | 2                | 0                | 2                | 2                |                  |    |                      |                      |                      |                      |                      |
| 1967-1968  | Penguins de Pittsburgh    | LNH        | 74  | 22               | 21               | 43               | 38               |                  |    |                      |                      |                      |                      |                      |
| 1968-1969  | Blues de Saint-Louis      | LNH        | 68  | 21               | 21               | 42               | 12               | 12               | 2  | 1                    | 3                    | 10                   |                      |                      |
| 1969-1970  | Blues de Saint-Louis      | LNH        | 64  | 25               | 30               | 55               | 8                | 16               | 5  | 10                   | 15                   | 13                   |                      |                      |
| 1970-1971  | Blues de Saint-Louis      | LNH        | 20  | 0                | 5                | 5                | 6                |                  |    |                      |                      |                      |                      |                      |
| 1971-1972  | Wings de Tidewater        | LAH        | 41  | 5                | 7                | 12               | 4                |                  |    |                      |                      |                      |                      |                      |
| 1971-1972  | Red Wings de Détroit      | LNH        | 19  | 2                | 3                | 5                | 0                |                  |    |                      |                      |                      |                      |                      |
| 1972-1973  | Jets de Winnipeg          | AMH        | 77  | 17               | 24               | 41               | 16               | 14               | 2  | 5                    | 7                    | 2                    |                      |                      |
| 1973-1974  | Jets de Winnipeg          | AMH        | 70  | 12               | 17               | 29               | 8                | 4                | 0  | 1                    | 1                    | 2                    |                      |                      |
| Totaux LNH | Totaux LNH                | Totaux LNH | 762 | 182              | 248              | 430              | 200              | 84               | 21 | 29                   | 50                   | 42                   |                      |                      |
| Totaux AMH | Totaux AMH                | Totaux AMH | 147 | 29               | 41               | 70               | 24               | 18               | 2  | 6                    | 8                    | 4                    |                      |                      |